# Högsäter
Högsäter ist eine Ortschaft (Tätort) in der schwedischen Provinz Västra Götalands län und der historischen Provinz Dalsland. Högsäter gehört zur Gemeinde Färgelanda.

## Söhne und Töchter der Stadt
- Jan Ottosson (* 1960), Skilangläufer